# Дорчестер (Небраска)
Дорчестер (енгл. Dorchester) град је у америчкој савезној држави Небраска.

## Демографија
По попису из 2010. године број становника је 586, што је 29 (-4,7%) становника мање него 2000. године.
| Група             | 2000.       | 2010.       |
| Белци             | 589 (95,8%) | 515 (87,9%) |
| Афроамериканци    | 0 (0,0%)    | 6 (1,0%)    |
| Азијати           | 0 (0,0%)    | 1 (0,2%)    |
| Хиспаноамериканци | 25 (4,1%)   | 57 (9,7%)   |
| Укупно            | 615         | 586         |